# Governo Paluckas
Il Governo Paluckas è il 19º ed attuale governo della Lituania, in carica dal 12 dicembre 2024 (sebbene dimissionario dal 4 agosto 2025), durante la 14ª legislatura della Seimas.
Guidato dal Ministro-Presidente Gintautas Paluckas fino alle sue dimissioni, in data 4 agosto 2025, e successivamente dal ministro Rimantas Šadžius come facente funzioni, è formato da 15 ministri (compreso il Ministro-Presidente).

## Storia

### Formazione
Il governo ha avviato fattualmente la sua formazione nella notte del 14 ottobre, a poche ore dal primo turno delle elezioni parlamentari, quando, constatato l’esito favorevole ed il probabile miglioramento in sede di ballottaggio per i due partiti politici, Vilija Blinkevičiūtė e Saulius Skvernelis, rispettivamente i leader del Partito Socialdemocratico di Lituania (LSDP) e del Unione dei Democratici "Per la Lituania" (DSVL), hanno ufficialmente raggiunto un accordo di cooperazione al fine di giungere alla formazione di un nuovo governo di coalizione, cui ha successivamente aderito, in data 15 ottobre, anche Unione dei Contadini e dei Verdi di Lituania (LVŽS).
In seguito, dunque, svoltosi il ballottaggio, in data 27 ottobre, ed emersa una maggioranza per la concordata coalizione di centro-sinistra, sono iniziate il giorno successivo delle negoziazioni informali tra le parti per un futuro esecutivo, anche su spinta dello stesso Presidente dell Repubblica. Esse, tuttavia, hanno presto causato una certa divisione, con l’Unione dei Contadini e dei Verdi di Lituania (LVŽS) che, non riuscendo a raggiungere un accordo con gli altri due partiti, ha presto abbandonato il progetto, portando così ad un forte rallentamento del processo.
In questo contesto, dunque, il Partito Socialdemocratico di Lituania (LSDP) si è presto mosso per trovare nuovi alleati, riuscendo così, dopo un’apertura del partito Alba del Nemunas (PPNA) di Remigijus Žemaitaitis (e nonostante i socialdemocratici avessero negato in origine di voler collaborare con esso), a raggiungere con questo, in data 8 novembre, un accordo. Ciò ha tuttavia causato grosse opposizioni e contestazioni, sia nel paese che all’estero, per via dell’ideologia nazionalista dello stesso Žemaitaitis, portando così il Presidente Gitanas Nausėda (su cui ricadeva il potere ed il controllo delle nomine) a sospendere, con evidenti riserve, il procedimento di formazione.
Alla fine, in seguito all’elezione da parte della Seimas di Gintautas Paluckas alla carica di Ministro-presidente (avendo precedentemente dichiarato Vilija Blinkevičiūtė, in data 30 ottobre, di non volere l’incarico a causa della sua anzianità e avendo indicato al Presidente di nominare Paluckas), è così cominciato un dialogo con la Presidenza al fine di trovare una soluzione, conclusosi, l’11 dicembre, con la non-entrata formale del partito Alba del Nemunas (PPNA) e la revisione di alcune nomine per favorire sia l’estromesso partito che il Presidente Nausėda, il quale ha così contestualmente confermato l’intero l’esecutivo (già in parte approvato).
Grazie a ciò il 12 dicembre, in seguito alla conferma definitiva della Seimas del programma di governo, l’esecutivo è potuto ufficialmente entrare in carica.

### Dimissioni
In seguito all’emergenza, nel luglio del 2025, di un potenziale conflitto di interessi e di accuse di corruzione in capo al Ministro-presidente a causa di una rete di società a lui vicina, questi rassegna, complice anche la crisi politica generatasi, le dimissioni irrevocabili in data 4 agosto, come già precedentemente annunciato il 31 luglio, portando così alla caduta dell’intero governo. Tuttavia, al fine di sostituire provvisoriamente la posizione vacante di capo del governo, il Presidente della Lituania Gitanas Nausėda nomina lo stesso giorno, e con proprio decreto, il Ministro delle Finanze, Rimantas Šadžius, fino all’insediamento ufficiale del nuovo governo.

## Compagine di governo

### Appartenenza politica
L'appartenenza politica dei membri del Governo alla sua formazione era la seguente:
| Partito | Partito                                         | Presidente | Ministri | Totale |
| ------- | ----------------------------------------------- | ---------- | -------- | ------ |
|         | Partito Socialdemocratico di Lituania (LSDP)    | 1          | 7        | 8      |
|         | Indipendenti (IND)                              | -          | 5        | 5      |
|         | Unione dei Democratici "Per la Lituania" (DSVL) | -          | 2        | 2      |
| Totale  | Totale                                          | 1          | 14       | 15     |

### Situazione parlamentare
| Camera | Collocazione     | Partiti                                                                                   | Seggi    |
| ------ | ---------------- | ----------------------------------------------------------------------------------------- | -------- |
| Seimas | Governo          | LSDP (52), DSVL (14)                                                                      | 66 / 141 |
| Seimas | Appoggio esterno | PPNA (20)                                                                                 | 20 / 141 |
| Seimas | Opposizione      | TS-LKD (28), LRLS (12), LVŽS (8), LLRA-KŠS/AWPL-ZCR (3), NA (1), LT (1), Indipendenti (2) | 55 / 141 |

## Composizione
Partito Socialdemocratico di Lituania (LSDP)
     Unione dei Democratici "Per la Lituania" (DSVL)
     Indipendenti
| Ufficio del Ministro-Presidente | Ufficio del Ministro-Presidente | Ufficio del Ministro-Presidente | Ufficio del Ministro-Presidente                | Ufficio del Ministro-Presidente |
| Carica                          | Titolare                        | Titolare                        | Titolare                                       | Partito                         |
| ------------------------------- | ------------------------------- | ------------------------------- | ---------------------------------------------- | ------------------------------- |
| Ministro-Presidente             |                                 |                                 | Gintautas Paluckas (fino al 04/08/2025)        | LSDP                            |
| Ministro-Presidente             |                                 |                                 | Rimantas Šadžius (ad interim) (dal 04/08/2025) | LSDP                            |
| Ministeri                       |                                 |                                 |                                                |                                 |
| Ministri                        | Ministri                        | Ministri                        | Ministri                                       | Partito                         |
| Agricoltura                     |                                 |                                 | Ignas Hofmanas                                 | Indipendente                    |
| Cultura                         |                                 |                                 | Šarūnas Birutis                                | LSDP                            |
| Economia ed Innovazione         |                                 |                                 | Lukas Savickas                                 | DSVL                            |
| Istruzione, Scienza e Sport     |                                 |                                 | Raminta Popovienė                              | LSDP                            |
| Energia                         |                                 |                                 | Žygimantas Vaičiūnas                           | DSVL                            |
| Ambiente                        |                                 |                                 | Povilas Poderskis                              | Indipendente                    |
| Finanze                         |                                 |                                 | Rimantas Šadžius                               | LSDP                            |
| Affari esteri                   |                                 |                                 | Kęstutis Budrys                                | Indipendente                    |
| Salute                          |                                 |                                 | Marija Jakubauskienė                           | Indipendente                    |
| Interno                         |                                 |                                 | Vladislav Kondratovič                          | LSDP                            |
| Giustizia                       |                                 |                                 | Rimantas Mockus                                | Indipendente                    |
| Difesa nazionale                |                                 |                                 | Dovilė Šakalienė                               | LSDP                            |
| Sicurezza sociale e Lavoro      |                                 |                                 | Inga Ruginienė                                 | LSDP                            |
| Trasporti e Comunicazioni       |                                 |                                 | Eugenijus Sabutis                              | LSDP                            |

### Esplicative
1. ↑  Ufficialmente, il Ministro-Presidente è stato designato il 21 novembre dalla Seimas, tuttavia egli ha dovuto attendere l’approvazione della Presidenza della Repubblica, avvenuta nella data mostrata, per entrare in carica insieme al resto del governo, nominato nel mentre.
2. 1 2 3  Supportato da Alba del Nemunas (PPNA).
3. ↑  Supportato sia dal Presidente, Gitanas Nausėda, che dal Partito Socialdemocratico di Lituania (LSDP).
4. ↑  Supportato dal Partito Socialdemocratico di Lituania (LSDP).

### Bibliografiche
1. ↑   I risultati preliminari del primo turno delle elezioni legislative in Lituania danno il Partito Socialdemocratico in vantaggio, Il Post, 14 ottobre 2024.
2. ↑   Francesco Bortoletto, La Lituania svolta a sinistra, eunews, 14 ottobre 2024.
3. ↑   Lituania, i socialdemocratici vincono il primo turno delle politiche, SkyTG24, 14 ottobre 2024.
4. ↑  (LT) Socialdemokratai ir S.Skvernelis telkiasi į koaliciją, bet dėl trečiojo brolio lieka intriga, 15min, 14 ottobre 2024.
5. ↑  (LT) Domantė Platūkytė, Karbauskis Blinkevičiūtę jau vadina būsima premjere, abu sako – sukirsta rankomis, LRT, 15 ottobre 2024.
6. ↑   Il Partito Socialdemocratico, di opposizione, ha vinto le elezioni in Lituania, Il Post, 28 ottobre 2024.
7. ↑   La Lituania conferma la svolta a sinistra, alle elezioni trionfano i socialdemocratici, eunews, 28 ottobre 2024.
8. ↑   Socialdemocratici vincono ballottaggi politiche in Lituania, ANSA, 28 ottobre 2024.
9. ↑  (EN) Social Democrats invite two parties to form Lithuania’s ruling coalition, LRT, 7 novembre 2024.
10. ↑  (EN) Lithuania’s social democrats reach coalition deal ‘in principle’, LRT, 8 novembre 2024.
11. ↑  (EN) Several thousand people protest against Lithuania's coalition government, LRT, 14 novembre 2024.
12. ↑   Il contestato accordo di governo in Lituania, Il Post, 12 novembre 2024.
13. ↑  (EN) Gintautas Paluckas confirmed as Lithuania’s prime minister, LRT, 21 novembre 2024.
14. ↑  (EN) Social Democrat leader Blinkevičiūtė rejects prime minister post, LRT, 30 ottobre 2024.
15. ↑  (EN) Lithuanian president nominates Paluckas for prime minister, LRT, 19 novembre 2024.
16. ↑  (EN) Lithuanian president appoints two missing ministers in new cabinet, LRT, 11 dicembre 2024.
17. ↑  (EN) Lithuania's president approves new cabinet without environment, justice ministers, LRT, 4 dicembre 2024.
18. ↑  (EN) Lithuanian lawmakers approve new government programme, cabinet sworn in, LRT, 12 dicembre 2024.
19. ↑   Il primo ministro della Lituania si dimetterà per un possibile conflitto d’interessi, Il Post, 31 luglio 2025.
20. ↑   Rimantas Sadzius è stato nominato primo ministro ad interim della Lituania: resterà in carica fino alla formazione di un nuovo governo, Il Post, 4 agosto 2025.
21. ↑   Il governo lituano si dimette formalmente dopo il passo indietro del premier Gintautas Paluckas, euronews, 4 agosto 2025.